# Postmasburg
Postmasburg is een dorp in de gemeente Tsantsabane in de Kalahariwoestijn in de Zuid-Afrikaanse provincie Noord-Kaap. Het ligt ongeveer 170 km oostelijk van Upington, 67 km noordelijk van Griekwastad en 58 km westzuidwestelijk van Danielskuil. Oostelijk van de stad strekken zich de tot 1615 meter hoge Asbestbergen zich uit. Postmasburg staat bekend als centrum van mangaan-, asbest- en diamantmijnbouw. De Gatkoppiesmijn ligt ongeveer vijf kilometer noordelijk van Postmasburg en is een belangrijk archeologisch terrein. Opgravingen die hier gedaan zijn hebben het bewijs geleverd dat de Khoisan hier reeds omtrent het jaar 700 bezig waren met mijnbouw.  Zij gebruikten een rode stof die afkomstig was van het ijzererts, om hun huid en gezicht te kleuren. De rode stof werd genoemd "blinkklip" en is ook bekend onder de wetenschappelijke naam hematiet.

## Geschiedenis
Het dorp is ontstaan uit een zendingspost van het Londens Zendingsgenootschap en werd aanvankelijk "Sibiling" genoemd. In het plaatsje vestigden zich Griekwas en zij noemden het dorp "Blinkklip". De plaats maakte deel uit van West-Griekwaland, dat tot 1871 bestond. Op 6 juni 1892 werd het dorp tot stadje uitgeroepen en werd het vernoemd naar prof. Dirk Postma, de eerste predikant van de Gereformeerde Kerk in Zuid-Afrika en de stichter van de GKSA se Teologiese Skool in Burgersdorp, de voorloper van de Potchefstroomse "Universiteit vir Christelike Hoër Onderwys" (thans Noordwes-Universiteit). In 1936 werd Postmasburg erkend als gemeente. De spoorlijn vanaf Kimberley heeft het dorp in 1930 bereikt.

## Omgeving
Witsand Natuurreservaat ligt 70 km ten zuiden van Postmasburg, het beschikt over een befaamd landschap van woestijnduinen. Brulsand is een natuurfenomeen dat er voorkomt, vooral in de droge zomermaanden. Hierbij lijken de duinen een soort brulgeluid te maken. Het trainingscentrum van het Zuid-Afrikaanse leger ligt nabij in Lohatla.

## Subplaatsen
Het nationaal instituut voor de statistiek, Stats SA, deelt sinds de volkstelling van 2011 deze hoofdplaats in in zes zogenaamde subplaatsen (sub place), waarvan de grootste zijn:
Boitshoko • New Town • Postdene.